# Santuário de vida selvagem Paul J. Rainey
O Santuário de Vida Selvagem Paul J. Rainey é um refúgio, propriedade da National Audubon Society em Vermilion Parish, situado no Louisiana, de 26 000
-acre(s) (110 km2). Fundado em 1924,  este santuário privado é o lar de jacarés, veados, ratos almiscarados, lontras, gansos e muitas outras espécies. Devido ao foco em manter habitats seguros e saudáveis para aves aquáticas e outros animais selvagens endémicos, não é aberto ao público e nenhuma caça ou pesca é permitida dentro dos limites do Santuário. Não há estradas para o Santuário e o acesso de barco através dos canais privados é feito apenas mediante permissão. Atualmente é administrado pela Audubon Louisiana, um escritório estadual da National Audubon Society.